# Williams FW11
A Williams FW11 egy Formula–1-es versenyautó, melyet a Williams csapat tervezett és indított az 1986-os Formula–1 világbajnokság során, illetve áttervezett változatában FW11B néven 1987-ben is. Pilótái Nigel Mansell és Nelson Piquet voltak, illetve egyetlen futam erejéig a Mansellt helyettesítő Riccardo Patrese 1987-ben. Az autó a turbókorszak egyik legsikeresebbje, két konstruktőri címet is szerzett a csapatnak, illetve egy egyéni világbajnokit is Piquet személyében.

## Az FW11 és az 1986-os idény
Az autó a McLaren MP4/2C erős kihívójává vált, főként a erős és hatékonyabban üzemanyagot fogyasztó Honda motor miatt, ami alapvetően is képes volt 800 lóerős teljesítményre, de időmérős üzemmódban ezt egészen 1200 lóerőig felkapcsolhatták. Emellett aerodinamikailag is rendben volt a kasztni, nemcsak a McLaren, de a Lotus 98T is mögötte volt.
Már az első, szezonnyitó futamot megnyerte vele Piquet, és kezdetben ő tűnt a csapat húzóemberének, de aztán Mansell megnyert egyhuzamban négy versenyt. A szezon közben súlyos csapás érte a Williams-t: autóbalesetben nyaktól lefelé megbénult a csapatfőnök Frank Williams. A brit nagydíjon ugyan megjelent a paddockban (és itt a csapata kettős győzelmet aratott), viszont ezután hosszú rehabilitációra kellett elvonulnia, és addig Patrick Head lett a helyettes csapatfőnök. Valószínűleg ennek is köze lehetett ahhoz, hogy a két versenyző között kezdett elmérgesedni a viszony, és hogy az utolsó versenyen elvesztették mindketten az egyéni címet, Alain Prost javára. Mansellnek ráadásul a szezonzáró ausztrál futamon elég lett volna harmadiknak beérni, hogy világbajnok lehessen, de aztán egy defekt elvette tőle ezt a lehetőséget. Piquet még egy második hellyel sem szerzett ehhez elég pontot. A csapat mindazonáltal megnyerte a konstruktőri bajnokságot.
A szezonzáró után Piquet és a Honda dühösen távoztak. A Honda, mint Piquet fő támogatója és szponzora, megerősítette a versenyzőjét abban, hogy első számú pilótának igazolták őt le a Williamshez, és ha Mansellt visszafogták volna, most nem került volna veszélybe a VB-cím. Frank Williams korábbi kijelentése, hogy a világ legjobb pilótáját igazolta le, szintén erre utalt számukra.

## Az FW11B és az 1987-es idény
Ebben az évben a Honda már a Lotust is ellátta motorokkal, igaz, az eggyel korábbi specifikációjúakkal, de ez is elég volt ahhoz, hogy Ayrton Senna borsot törjön az orruk alá. Piquet ebben az évben már sokkal kényelmesebben nyerte meg a világbajnoki címet, ugyanis a mexikói és a san marinói futamot leszámítva mindegyiken pontszerző helyen ért célba. Utóbbi versenyen el sem rajtolt, mert még a pénteki szabadedzésen óriási balesetet szenvedett a Tamburello kanyarban, és csodával határos módon csak a térde sérült meg kissé, de nem engedték rajthoz állni. Piquet egész évben csak három versenyt nyert meg, míg Mansell hatot, köztük a brit nagydíjon épp csapattársát előzte meg a győzelemért. Mansell csak azért nem lehetett világbajnok, mert többször hátráltatta őt a balszerencse, és amikor az utolsó előtti japán nagydíj szabadedzésén ő is komoly balesetet szenvedett, egyértelmű lett, hogy Piquet-é a cím.
Ebben az évben kezdett el kísérletezni a csapat az aktív felfüggesztéssel, főként Piquet és Frank Dernie, ugyanis Mansellnek már a lotusos időkből negatív tapasztalatai voltak a rendszerrel kapcsolatban. A megoldás nagyon hasonlított a Lotus 99T autókon láthatókra, azonban jogi okokból a "Williams Reactive Ride" nevet kapta. A csapat által fejlesztett rendszer kisebb volt, kevésbé bonyolult szerkezet, és kevesebbet is vett el a motorteljesítményből. Először egy 1984-es FW09-est építettek át kísérleti jelleggel, majd az abból szerzett tapasztalatok alapján készült el a módosított variáns, mellyel egy imolai versenyszimuláció során Piquet majdnem 3 percet adott Mansellnek. A pozitív tapasztalatok miatt az olasz nagydíjon be is vetették, és érezhetően jobb is volt Piquet teljesítménye. A versenyen 352 km/h-s csúcssebességet ért el, és simán nyert is. Mansell csak a spanyol nagydíjon használta az aktív felfüggesztést. Tervezte a csapat a félautomata váltó bevetését is, erre viszont sosem került sor.
Hiába lett az idény végén Piquet és a Williams is bajnok, a dolgok kezdtek rosszra fordulni. A Honda ugyanis már a magyar nagydíjon bejelentette, hogy az 1988-ig élő motorszerződésüket az idény végével felmondják. Indokként azt hozták fel, hogy a Williams nem volt hajlandó Piquet-t első számú pilótaként kezelni, és hogy Mansell helyett nem az ő kiszemeltjüket, Nakadzsima Szatorut ültették be a másik autóba. Frank Williams a csapata érdekeit és nézte, és ezért bízott meg a tapasztalt Mansellben, aki a konstruktőri küzdelemben is fontos pontokat szerzett. Az év végén a bajnok Piquet így a Lotushoz távozott. Frank Williamsnek is igaza lett végül, mert Nakadzsima ezután öt teljes szezonon keresztül volt a Formula–1-ben, ahol 74 versenyen összesen csak 16 pontot tudott gyűjteni.
Év végén FW11C néven készült egy tesztautó is, melybe a Judd V8-as szívómotorját helyezték el. Kizárólag tesztelési célokat szolgált, sosem versenyzett.

## Egyéb megjelenések
Az autó bekerült a 2001-es Gran Turismo 3 nevű játékba is, F686/M néven. Saját nevén szerepelt a Formula One 05 és a Toca Race Driver 3 játékokban.
2025-ben a Williams csapat a Honda mérnökeinek segítségével teljes egészében restaurálta az FW11-est, melyet az éves Goodwood Festival of Speed során Nigel Mansell vezetett is.

## Eredmények
Félkövérrel jelölve a pole pozíció, dőlt betűvel a leggyorsabb kör.
| Év   | Csapat                    | Kasztni | Motor                 | Gumik | Pilóták          | 1   | 2   | 3   | 4   | 5   | 6   | 7   | 8   | 9   | 10  | 11  | 12  | 13  | 14  | 15  | 16  | Pontok | Helyezés |
| ---- | ------------------------- | ------- | --------------------- | ----- | ---------------- | --- | --- | --- | --- | --- | --- | --- | --- | --- | --- | --- | --- | --- | --- | --- | --- | ------ | -------- |
| 1986 | Canon Williams Honda Team | FW11    | Honda RA166E V6 turbó | G     |                  | BRA | ESP | SMR | MON | BEL | CAN | DET | FRA | GBR | GER | HUN | AUT | ITA | EUR | MEX | AUS | 141    | 1.       |
| 1986 | Canon Williams Honda Team | FW11    | Honda RA166E V6 turbó | G     | Nigel Mansell    | KI  | 2   | KI  | 4   | 1   | 1   | 5   | 1   | 1   | 3   | 3   | KI  | 2   | 1   | 5   | KI  | 141    | 1.       |
| 1986 | Canon Williams Honda Team | FW11    | Honda RA166E V6 turbó | G     | Nelson Piquet    | 1   | KI  | 2   | 7   | KI  | 3   | KI  | 3   | 2   | 1   | 1   | KI  | 1   | 3   | 4   | 2   | 141    | 1.       |
| 1987 | Canon Williams Honda Team | FW11B   | Honda RA167E V6 turbó | G     |                  | BRA | SMR | BEL | MON | DET | FRA | GBR | GER | HUN | AUT | ITA | POR | ESP | MEX | JPN | AUS | 137    | 1.       |
| 1987 | Canon Williams Honda Team | FW11B   | Honda RA167E V6 turbó | G     | Nigel Mansell    | 6   | 1   | KI  | KI  | 5   | 1   | 1   | KI  | 14  | 1   | 3   | KI  | 1   | 1   | NI  |     | 137    | 1.       |
| 1987 | Canon Williams Honda Team | FW11B   | Honda RA167E V6 turbó | G     | Nelson Piquet    | 2   | NI  | KI  | 2   | 2   | 2   | 2   | 1   | 1   | 2   | 1   | 3   | 4   | 2   | 15  | KI  | 137    | 1.       |
| 1987 | Canon Williams Honda Team | FW11B   | Honda RA167E V6 turbó | G     | Riccardo Patrese |     |     |     |     |     |     |     |     |     |     |     |     |     |     |     | 9   | 137    | 1.       |

## Forráshivatkozások
1. ↑  GREAT RIVALRIES: Nelson Piquet vs. Nigel Mansell (amerikai angol nyelven). RACER, 2014. január 8. (Hozzáférés: 2022. február 24.)
2. ↑  Nelson Piquet | Formula 1® (angol nyelven). Formula 1® - The Official F1® Website. (Hozzáférés: 2022. február 24.)
3. ↑  "I should have won '86, he should have won '87" - Piquet and Mansell on their rivalry · RaceFans (brit angol nyelven). RaceFans, 2013. január 26. (Hozzáférés: 2022. február 24.)
4. ↑  Loading.... www.autocar.co.uk. (Hozzáférés: 2022. február 24.)
5. ↑  Mansell's perfect ride (brit angol nyelven). Motor Sport Magazine. (Hozzáférés: 2022. február 24.)
6. ↑  Williams FW11 - Honda RA163FV6 (brit angol nyelven). Motor Sport Magazine. (Hozzáférés: 2022. február 24.)
7. ↑  Archivált másolat. [2019. december 4-i dátummal az eredetiből archiválva]. (Hozzáférés: 2022. február 24.)
8. ↑  F1-es kormánytolvaj után nyomoz a rendőrség – autosportoldal (magyar nyelven). (Hozzáférés: 2025. július 14.)

## Fordítás
Ez a szócikk részben vagy egészben  a   Williams FW11 című angol Wikipédia-szócikk ezen változatának fordításán alapul.  Az eredeti cikk szerkesztőit annak laptörténete sorolja fel. Ez a jelzés csupán a megfogalmazás eredetét és a szerzői jogokat jelzi, nem szolgál a cikkben szereplő információk forrásmegjelöléseként.